# Transporte Puertas de Cuyo
El Transporte Puertas de Cuyo (Código UCI: TPC) es un equipo ciclista argentino de categoría continental desde la temporada 2017.

## Material ciclista
El equipo utiliza bicicletas Ditec y componentes Shimano.

## Clasificaciones UCI
Las clasificaciones del equipo y de su ciclista más destacado son las siguientes:

### UCI America Tour
| Temporada | Clasificación por equipos | Mejor corredor | Posición |
| 2019      | 29º                       | Laureano Rosas | 345º     |

## Palmarés
Para años anteriores véase: Palmarés del Transporte Puertas de Cuyo.

## Plantillas
Para años anteriores, véase Plantillas del Transporte Puertas de Cuyo